# Clozapine
Wikipédia ne donne pas d'avis médical : seul un professionnel (médecin, pharmacien, etc.) est habilité à le faire.
Ne pas confondre avec le clonazépam, une benzodiazépine.
La clozapine est un médicament faisant partie de la famille clinique des antipsychotiques de seconde génération (dits atypiques), dérivé de la dibenzodiazepine (en). Elle lutte ainsi contre les symptômes des psychoses, un trouble psychiatrique sévère affectant la perception de la réalité, notamment par la survenue d'hallucinations, et pouvant causer des délires. Elle est utilisée principalement dans le traitement de la schizophrénie pharmacorésistante,, mais également dans le traitement des troubles bipolaires et les troubles psychotiques liés à la maladie de Parkinson,. Elle a aussi été testée pour plusieurs autres pathologies neuropsychiatriques, comme le trouble borderline, le trouble schizo-affectif ou encore le trouble de stress post-traumatique, avec plus ou moins de succès.
Son mécanisme d'action s'explique par son statut en tant qu'antagoniste dopaminergique, mais également en tant qu'antagoniste des récepteurs sérotoninergiques, cholinergiques, gabaergiques et histaminiques,.
Découverte dans les années 1950, il s'agit du premier antipsychotique atypique. Elle est utilisée dans les années 1970 mais entraîne des agranulocytoses mortelles chez huit patients, justifiant un retrait du marché. Un regain d'intérêt à la fin des années 1980 permet un grand retour de cette molécule, sous étroite surveillance pour limiter le risque d'effet indésirable et surtout d'agranulocytose. Dû à son efficacité bien supérieure aux autres antipsychotiques pour la schizophrénie, elle en est considéré comme le traitement de référence, le "chef de file", mais est réservé aux patients pharmacorésistants à d'autres antipsychotiques,.
La mesure de la concentration plasmatique de la clozapine est la clozapinémie. Son résultat est généralement donné en ng/mL.
La clozapine fait partie de la liste des médicaments essentiels de l'Organisation mondiale de la santé, sur la liste complémentaire, signifiant qu'elle nécessite un suivi particulier nécessitant une formation spécifique des professionnels de santé.

## Indication

### Schizophrénie
La clozapine est le traitement de référence des schizophrénies pharmacorésistantes.
Ses effets indésirables pouvant être sévère, principalement l'agranulocytose, elle n'est jamais le traitement de première intention de la schizophrénie. La clozapine est donc utilisée en seconde intention pour des patients dont la schizophrénie n'a pas été traitée avec succès par d'autres antipsychotiques. En effet, des patients ne répondant à aucun autre traitement de la schizophrénie peuvent répondre à la clozapine. Par exemple, dans une étude chez des patients n'ayant pas eu d'amélioration des symptômes avec l'halopéridol, 8% seulement ont répondu à la chlopromazine (le premier antipsychotique synthétisé), alors que 30% ont répondu favorablement à la clozapine. Elle permet ainsi de traiter des patients qui serait autrement en impasse thérapeutique.
En France, la clozapine dispose d'une autorisation de mise sur le marché (AMM) pour "le traitement des patients schizophrènes résistants au traitement et chez les patients schizophrènes qui présentent avec les autres agents antipsychotiques, y compris les antipsychotiques atypiques, des effets indésirables neurologiques sévères, impossibles à corriger".

#### Rapport bénéfice-risque
Malgré ces effets secondaires, la clozapine a une balance bénéfice-risque très favorable. Elle est l'antipsychotique qui est associé à la plus faible mortalité (avec un suivi adapté) chez la population schizophrène du fait d'une très forte réduction du suicide. Cet effet est due notamment à la faible incidence de l'akathisie sous clozapine et à la réduction très importante de l'impulsivité et des idées suicidaires,,,,,,.
Cette faible mortalité amène des chercheurs à demander une plus large prescription de la clozapine voire à un assouplissement de règles de prescription de la clozapine (en maintenant l'étroite surveillance sanguine) car cette molécule est particulièrement efficace pour le traitement de la schizophrénie[réf. souhaitée].
La clozapine améliore sensiblement les symptômes négatifs des psychoses et les cadres rebelles aux autres neuroleptiques. Elle améliore la fluidité verbale, la mémoire immédiate et différée et d'autres fonctions du lobe frontal chez les schizophrènes.
Par sa faible affinité D2/D3, la clozapine n'induit pratiquement pas de symptômes extra-pyramidaux, même à doses relativement élevées, ce qui en fait une option pour le traitement d'une schizophrénie associée à un parkinsonisme. Elle est à faible risque de dyskinésies tardives. Cela est d'autant plus important car ces effets diminuent fortement la qualité de vie du patient et peut favoriser le risque suicidaire.

#### Alternatives
Lorsque la clozapine n'est pas tolérée ou est refusée, il existe quelques alternatives pour traiter la schizophrénie pharmacorésistante. L'électroconvulsivothérapie (ECT) combinée à un antipsychotique est plus efficace qu'un traitement par antipsychotique seul, et une étude de 2022 à même trouvé une supériorité de l'électroconvulsivothérapie par rapport à la clozapine. Les ECT combinés à la clozapine sont également plus efficaces que la clozapine seule et peuvent être une opportunités chez des patients résistants à la clozapine seule. L'utilisation de stimulation magnétique transcrânienne (rTMS) est également possible, avec des résultats mixtes selon les études, où elle semblerait améliorer uniquement sur les symptômes négatifs de la schizophrénie. La rTMS semblerait même aggraver les symptômes positifs de la schizophrénie. L’utilisation de molécules ne faisant pas partie de la classe des antipsychotiques est également envisageable, avec une introduction de lamotrigine ou de topiramate qui ont fait quelques preuves dans le traitement de la schizophrénie.

### Trouble de l'humeur bipolaire
La clozapine est utilisée dans le traitement de certains troubles bipolaires pharmacorésistants, souvent en dernière intention, ainsi que dans les troubles bipolaires avec phases maniaques très sévères.
Cette dernière semble prouver son efficacité principalement dans la réduction des psychoses associés aux phases maniaques sévère,,,. Elle améliore également les symptômes dans les phases dépressives, dans les bipolarités à cycles rapides et diminue comme dans la schizophrénie les idées suicidaires et l'agressivité,. Elle diminue le nombre et la durée des hospitalisations ainsi que le nombre de médicaments co-prescrits tout en améliorant les rapports sociaux et les gains fonctionnels,,. Les patients atteints de trouble bipolaire semblent même avoir une meilleure réponse clinique à long terme avec la clozapine que les patients schizophrènes avec clozapine,.
En France, la clozapine n'a pas d'autorisation de mise sur le marché (AMM) dans cette indication.

### Trouble de la personnalité limite
Le trouble de la personnalité limite, souvent appelé trouble de la personnalité borderline, est une pathologie psychiatrique dont le traitement principal est la psychothérapie. Les traitements médicamenteux ne sont pas efficace dans la diminution de la sévérité de ce trouble, mais ils peuvent améliorer certains symptômes.
La clozapine permet ainsi une diminution des psychoses en trois semaines de traitement. Elle semble diminuer l'impulsivité, le risque suicidaire et l'agressivité ,. Cependant, le manque de données d'utilisation de la clozapine dans cette pathologie entraîne la prudence. Cela limite pour le moment son utilisation à des cas exceptionnels pour le trouble de la personnalité limite.
En France, la clozapine n'a pas d'autorisation de mise sur le marché (AMM) dans cette indication.

### Trouble schizo-affectif
La clozapine est utilisée dans le traitement du trouble schizo-affectif. Cette pathologie correspond à l'association d'une dysthymie avec présence de phases dépressives et/ou phases maniaques, comme dans le trouble bipolaire, et de symptômes schizophréniques, notamment la psychose.
La réponse à la clozapine est plus élevée pour les patients souffrant de troubles dysthymique comme le trouble schizo-affectif ou le trouble bipolaire que chez les patients schizophrènes, sans surexpression des effets indésirables. Selon cette même étude, 69,9% des patients schizo-affectifs ont vu leurs symptômes s'améliorer sous clozapine, et ce à long terme.
Une des deux études ayant relancé l'utilisation de la clozapine dans les années 1980 comprenait environ 40% de patients atteints d'un trouble schizo-affectif. Les résultats de la clozapine dans le groupe des patients schizo-affectifs sont comparable aux résultats dans le groupe des patients schizophrènes.
En France, la clozapine n'a pas d'autorisation de mise sur le marché (AMM) dans cette indication.

### Trouble psychotiques dans la maladie de Parkinson
La clozapine est utilisée dans les psychoses survenant au cours de l'évolution de la maladie de Parkinson. Elle est utilisée si la stratégie thérapeutique habituelle, consistant à diminuer les doses des médicaments dopaminergiques ou atropinique utilisé dans Parkinson, est insuffisante.
En France, la clozapine dispose d'une autorisation de mise sur le marché (AMM) pour le "traitement des troubles psychotiques survenant au cours de l'évolution de la maladie de Parkinson, en cas d'échec de la stratégie thérapeutique habituelle".

### Psychoses iatrogènes
La clozapine est utilisée en cas d’effets indésirables de type psychotiques sévères causés par d'autres traitements. Elle n'est pas généralement l'antipsychotique préféré et est utilisé si ces troubles psychotiques sont impossibles à corriger sous traitement par d’autres neuroleptiques.
En France, la clozapine n'a pas d'autorisation de mise sur le marché (AMM) dans cette indication.

### Trouble de stress post-traumatique
La clozapine a été étudiée pour une utilisation dans les troubles de stress post-traumatiques dès 1996. Une étude de faible envergure de 2004, mené sur 6 adolescents dont le trouble a résisté à au moins deux autres traitements antipsychotique, a trouvé une amélioration significative des symptômes psychiatriques chez 4 des patients,. Elle semble également pouvoir diminuer l'agressivité chez les patients souffrant de TSPT.
Son utilisation dans cette indication reste marginale, car la clozapine n'a été testé que dans quelques études de faible envergure.
En France, la clozapine n'a pas d'autorisation de mise sur le marché (AMM) dans cette indication.

## Population particulière

### Grossesse
En règle générale, il est déconseillé d'utiliser la clozapine chez les femmes enceintes ou allaitantes par manque de données scientifiques,,.
La clozapine n'a pas montrée de risque tératogène chez les animaux comme chez les humains, bien que les données non animales soient peu nombreuses. La clozapine traverse par contre le placenta, avec une clozapinémie s'approximant à la moitié de la clozapinémie maternelle. Ce passage placentaire peut être la cause à l'accouchement d'une sédation, d'un ralentissement du transit et d'une leucopénie chez le nouveau-né, de façon transitoire, tant que le nourrisson n'a pas métabolisé la clozapine de son organisme. La demi-vie d'élimination plasmatique est augmentée chez les nourrissons et est d'environ 72h.
Les suivis à long terme sont rassurant, avec une absence d'effet sur le neurodéveloppement des enfants exposés à la clozapine in utero, avec des suivis jusqu’à l'âge de 14 ans dans certains cas.
Ces effets indésirables sur le fœtus sont gérables à la naissance et il est important de prendre en compte les risques de décompensations psychotiques de la mère si le traitement est enlevé. Ainsi, une évaluation au cas par cas de la balance bénéfices/risques est nécessaire, avec une utilisation à la posologie minimale efficace et une surveillance des effets indésirables de la mère.
La FDA américaine classe la clozapine comme risque B pour les femmes enceintes, signifiant l'absence de risque dans les études chez les animaux.

### Allaitement
Il n'existe que très peu de données sur la clozapine et l'allaitement. Compte tenu du passage de la clozapine dans le lait et des importants effets indésirables de la clozapine, notamment dans les populations pédiatriques, il est préférable pour les mères traités par clozapine de ne pas allaiter leurs enfants et de préférer une alimentation par lait artificiel,.

### Pédiatrie
L'efficacité et surtout la sécurité de la clozapine dans les populations pédiatriques n'a pas été établie. Considérant les risques d'agranulocytoses particulièrement grave chez les enfants, l'utilisation de la clozapine n'est pas conseillé pour cette population.

### Gérontologie
La clozapine est un antagoniste cholinergique, elle a donc des effets atropiniques. Ces effets sont particulièrement problématiques chez les patients âgés car l'atropinisme peut causer des chutes, des troubles cognitifs et plus largement une augmentation de la mortalité.

## Pharmacologie

### Pharmacodynamie
| Profil pharmacologique de la Clozapine                                        | Profil pharmacologique de la Clozapine | Profil pharmacologique de la Clozapine |
| Site                                                                          | Ki (nM)                                | Nature de l'action                     |
| ----------------------------------------------------------------------------- | -------------------------------------- | -------------------------------------- |
| H1                                                                            | 1,1                                    | Antagonisme                            |
| H4                                                                            |                                        | Agonisme                               |
| α1                                                                            | 1,6                                    | Antagonisme                            |
| α2                                                                            | 90                                     | Antagonisme                            |
| 5-HT1A                                                                        | 120                                    | Antagonisme                            |
| 5-HT1B                                                                        |                                        | Antagonisme                            |
| 5-HT1D                                                                        |                                        | Antagonisme                            |
| 5-HT1E                                                                        |                                        | Antagonisme                            |
| 5-HT2A                                                                        | 5,4                                    | Antagonisme                            |
| 5-HT2C                                                                        | 9,4                                    | Antagonisme                            |
| 5-HT3                                                                         | 95                                     | Antagonisme                            |
| 5-HT6                                                                         | 4                                      | Antagonisme                            |
| 5-HT7                                                                         | 6,3                                    | Antagonisme                            |
| D1                                                                            | 270                                    | Antagonisme                            |
| D2                                                                            | 160                                    | Antagonisme                            |
| D3                                                                            | 555                                    | Antagonisme                            |
| D4                                                                            | 24                                     | Antagonisme                            |
| D5                                                                            | 454                                    | Ligand                                 |
| M1                                                                            |                                        | Agonisme partiel                       |
| M2                                                                            |                                        | Agonisme partiel                       |
| M3                                                                            |                                        | Antagonisme                            |
| M4                                                                            |                                        | Agonisme partiel                       |
| M5                                                                            |                                        | Antagonisme                            |
| GABAA                                                                         |                                        | Antagonisme                            |
| GABAB                                                                         |                                        | Antagonisme                            |
| Plus la valeur de Ki est petite, plus le médicament se lie fortement au site. |                                        |                                        |

L'action principale de la clozapine, comme pour tous les antipsychotiques, se situe sur les récepteurs dopaminergiques. Elle est un puissant antagoniste des récepteurs D4. Elle possède par contre une activité inhibitrice bien plus faible sur les autres récepteurs (D1, D2, D3, D5),,,. Une hyperactivité dopaminergique des récepteurs D2 dans la voie mésolimbique est responsable des symptômes de psychose.
En outre, cette molécule agit également sur les récepteurs de sérotonine, qu'elle antagonise,,. L'inhibition des récepteurs 5-HT2A est en partie responsable de l'absence d'effets extrapyramidaux de la clozapine comparé aux antipsychotiques typiques.
La clozapine est également un antagoniste de l'acétylcholine, elle inhibe l'action des récepteurs muscariniques, elle a donc une activité atropinique, aussi appelée anticholinergique,. Les récepteurs M1 M2 et M4 sont partiellement activé par la clozapine, elle n'est donc pas un antagoniste total. Cet antagonisme partiel est cause de sédation, de confusion, d'agitation et de faiblesses musculaires ce qui peut être particulièrement problématiques chez les sujets âgées.
C'est aussi un inhibiteur puissant des récepteurs α-adrénergiques α1 et plus modeste des récepteurs α2,,,. Elle est également un puissant antagoniste des récepteurs histaminiques H1,,. Les effets de la clozapine sur les récepteurs noradrénergiques α1 et histaminique H1 explique en grande partie ses effets sédatifs, hypotenseurs et une partie de ses effets thérapeutiques.
Un léger antagonisme des récepteurs GABA est également rapporté sans apparente conséquences cliniques. Une libération de glutamate via un agonisme sur les récepteurs NMDA peut expliquer son efficacité antipsychotique (effet inverse des antagonistes NMDA type PCP et kétamine)[réf. nécessaire].

### Pharmacocinétique

#### Distribution
Elle présente une biodisponibilité orale inférieure à 27 %, une union aux protéines de 95 % (attention aux interactions médicamenteuses d'ordre pharmacocinétique).

#### Métabolisation
La métabolisation de cette molécule est principalement hépatique, effectuée par les cytochromes 3A4/5, 1A2, 2C19 ainsi que par la P-GP et plus faiblement par les cytochromes 2C9 et 2D6. La quasi totalité de la clozapine administré est métabolisée avant élimination, bien que des quantités infimes de clozapine inchangée puisse être retrouvée dans les fèces et les urines.
La clozapine est métabolisée en trois métabolites différents : la N-oxide-clozapine, la 5-N-glucuronide-clozapine et la N-desmethylclozapine (ou norclozapine), elle-même métabolisée en desmethylclozapine glucuronide.
La norclozapine, qui est le métabolite déméthylé de la clozapine, possède une légère activité pharmacologique, ce qui n'est pas le cas des autres métabolites et qui en fait un métabolite actif. Son intérêt clinique est cependant limité du fait de sa faible efficacité comparée à la clozapine.

#### Élimination
La clozapine présente une élimination biphasique. Après une simple administration, la demi-vie moyenne est de 7,9 heures, avec une étendue comprise entre 4 et 12 heures selon la variabilité individuelle,. Lorsque l'état d'équilibre est atteint par administration quotidienne pendant au moins 7 jours, la demi-vie devient de 14,2 heures. La demi-vie d'élimination plasmatique est par ailleurs fortement augmentée chez les nourrissons , où elle est d'environ 72h. Cette donnée peut être importante en situation post-natal chez les enfants exposés à la clozapine in-utero, durant les derniers jours de grossesse.
50 % des métabolites issues de la dose administrée sont retrouvées dans les urines et 30 % dans les fèces,,.

## Effets indésirables

### Agranulocytose
La clozapine peut induire des agranulocytoses. Sans surveillance, cette dernière apparaît chez environ 1 % des patients qui prennent de la clozapine pendant les premiers mois de traitement,, en général entre la 4e et la 18e semaine. Le risque de la développer est maximum 3 mois après le début du traitement. Il diminue après un an de traitement à moins de 0,1% d'occurrence. Un livret de surveillance de la clozapine est le plus souvent rempli par le prescripteur avec les résultats des dernières prises de sang (hémogramme).
L'agranulocytose induite par la clozapine peut être par ailleurs transitoire.

### Autres effets indésirables
Le ralentissement du transit gastro-intestinal, la somnolence, la myocardite, la tachycardie par blocage vagal, l'incontinence, l'hypersalivation, la prise de poids et l'altération de l'électroencéphalogramme dans 25 % des cas, avec un risque convulsif qui peut être diminué par de la lamotrigine, sont des effets secondaires observés.

## Contre-indication
- Antécédents d'agranulocytoses ou d'hémopathies[2],[51], au vu du risque d'agranulocytose de la clozapine.
- Psychoses toxiques ou alcoolique[2].
- Épilepsie non contrôlée[51].
- Coma[2].
- Risque de glaucome par fermeture de l'angle ainsi que personnes à risque de rétention urinaire, dû aux effets atropiniques de la clozapine[2],[51].
- Pathologies hépatiques, rénales ou cardiovasculaires graves et non équilibrée[51].
- Allergie et autres hypersensibilités avérée à la clozapine[2],[51].

## Interactions avec d'autres substances

### Interactions par additions d'effets

#### Addition d'effet myélosuppressif
La clozapine ne doit pas être utilisé avec d'autres substances pouvant entraîner une dépression médullaire, par risque d'amplifier le risque de neutropénie inhérent à la clozapine. Les médicaments concernés sont principalement la carbamazépine, le cotrimoxazole, le chloramphénicol, certains antinéoplasiques, la pénicillamine ou encore les sulfamides.

#### Addition d'effet sédatif
La clozapine présente des effets sédatifs, elle altère donc la vigilance. Combiné avec d'autres substances sédatives, elle peut majorer le risque de troubles cognitifs, de chutes (particulièrement dangereuse chez les sujets âgés), une diminution de la conscience voire un coma, par addition d'effet sédatifs,,. Les principales substances sédatives sont les hypnotiques, les benzodiazépines, les opioïdes, certains antihistaminiques H1, des myorelaxants, l'alcool et les autres antipsychotiques,. L'halopéridol, un autre antipsychotique moins sédatif, peut être préféré à la clozapine si le risque de sédation est trop élevée. En France, ce type d'interaction est classé au niveau "précaution d'emploi", il ne s'agit donc pas de contre-indication absolue.

### Interactions durant la métabolisation
La clozapine est métabolisée dans le foie principalement par les cytochromes 3A4/5, 1A2, 2C19 ainsi que par la P-GP et plus faiblement par les cytochromes 2C9 et 2D6. On dit qu'elle est substrat de ces enzymes. Toutes substances modifiant le nombre ou le fonctionnement de ces enzymes va ainsi influer sur le dosage de clozapine.
L'inhibition des cytochromes métabolisant la clozapine par des substances inhibitrices va diminuer la métabolisation de la clozapine. Ainsi, une plus faible quantité de clozapine sera éliminé en métabolites inactifs. Toutes ces substances vont ainsi augmenter la concentration plasmatique de clozapine (la clozapinémie) pouvant entraîner un effet plus puissant de cette dernière, voir un surdosage. Par exemple, les contraceptifs hormonaux sont des inhibiteurs du CYP1A2, CYP3A4 et CYP2C19.
La caféine est notamment un inhibiteur du CYP1A2. La clozapinémie augmente en cas de prise de caféine et baissent de moitié au bout de 5 jours d'abstinence. Il peut être ainsi nécessaire de modifier la posologie de la clozapine lorsque le patient modifie sa consommation habituelle de caféine.
D'autres substances influent sur les cytochromes métaboliseurs de la clozapine, c'est le cas de la fluvoxamine, inhibiteur du CYP1A2, de certains ISRS comme la fluoxétine, la paroxétine et la sertraline qui inhibe du CYP2D6, ou encore des inhibiteurs du CYP3A4 comme les antifongiques azolés, la cimétidine, l'érythomycine et les inhibiteurs de protéase,.
Il peut ainsi parfois être nécessaire d'effectuer une réduction posologique de la clozapine si ces médicaments sont prescrits, afin d'éviter un surdosage. Il ne s'agit pas systématiquement de contre-indication formelle, mais plutôt de précautions d'emplois, avec surveillance du dosage plasmatique de clozapine et adaptation posologique si nécessaire.

### Autres interactions
Le citalopram semble augmenter la survenue des effets indésirables de la clozapine lorsqu'ils sont prescrits ensemble. Le mécanisme n'est pas connu, mais peut être d'origine enzymatique, le citalopram étant un inhibiteur léger du CYP2D6.

## Histoire

### Les premiers antipsychotiques
La découverte des effets antipsychotiques de la chlorpromazine en 1952, synthétisée deux ans plus tôt par Paul Charpentier, permet une révolution de la neuropsychiatrie. Ce médicament permet en effet de réduire les symptômes des psychoses. Ce traitement, commercialisé sous le nom de Largactil ouvrira la voie à la chimiothérapie des troubles psychotiques,,. Malgré le caractère innovant de la chlorpromazine, elle reste compliqué d'utilisation dû à des effets indésirables particulièrement invalidantes, principalement ceux concernant le système moteur extrapyramidal : la chlorpromazine cause fréquemment des tremblements, des dyskinésies aiguës comme tardives, mais également ce qui sera décrit comme le "syndrome neuroleptique", correspondant à un ralentissement psychomoteur, une indifférence affective et à une apathie.
Plusieurs antipsychotiques sont alors développés en espérant diminuer les effets indésirables particulièrement handicapant de la chlorpromazine. Les effets antipsychotiques de la réserpine, extraite des Rauvolfia, sont ainsi identifiés en 1954 par les laboratoires Ciba. La lévomépromazine est utilisée en essai clinique dès 1956, puis l'halopéridol est synthétisé en février 1958. De très nombreux antipsychotiques sont découvert et utilisé dans les années 1960, mais aucun ne parvient à réellement s'affranchir des effets extrapyramidaux.

### Synthèse, utilisation, puis abandon partiel
La découverte de l'imipramine, un antidépresseur tricyclique, incite les laboratoires Wander à rechercher d'autres antidépresseurs de ce type en 1958. C'est ainsi que sera synthétisée pour la première fois la clozapine en 1959. Ils se rendirent cependant rapidement compte que ce composé n'agissait pas comme un antidépresseur tricyclique: alors qu’ils s’attendaient à un effet antidépresseur, la clozapine présente principalement des effets antipsychotiques mais semble par ailleurs ne pas causer d'effets indésirables extrapyramidaux, contrairement aux anciens antipsychotiques. Il s'agit ainsi de la première molécule faisant partie de ce qui sera appelés plus tard les antipsychotiques atypiques.
Cependant, il est régulièrement théorisé à l'époque que pour qu'une molécule soit un antipsychotique réellement efficace, il est nécessaire qu'elle cause des effets extrapyramidaux, qui serait indissociable d'une bonne efficacité clinique. Cette croyance sera un des freins principales à l'utilisation de la clozapine. La majeure partie des études sur la clozapine sont par ailleurs publiés en allemand, freinant d'autant plus la recherche initiale.
Au début des années 1970, la clozapine est de nouveau expérimentée. Ses effets antipsychotiques sont démontrés, et l'absence d'effet extrapyramidaux finissent par convaincre la communauté médicale. Elle sera ainsi finalement introduite en Europe en 1971, commercialisé par Sandoz après son rachat des laboratoires Wander.
Cependant, en 1974, seize patients traités par clozapine sont affectés par une agranulocytose, qui sera mortelle pour huit d'entre eux. Elle est alors volontairement retiré du marché en 1975 par le laboratoire et les essais cliniques en cours sont suspendus,. Ces cas provenant tous de Finlande, il est alors suspecté qu'une différence génétique peut favoriser ce type d'effet indésirable, ce qui sera confirmé par la suite, notamment dans les populations d'origines africaines à cause de la neutropénie ethnique. Des patients n'ayant répondus qu'au traitement par clozapine subirent alors des rechutes, motivant certains pays comme l'Allemagne à maintenir sous strict surveillance une utilisation de ce traitement pour des profils très particuliers de patients. Une étude de 1977 précise que les cas d'agranulocytoses finlandais étaient tous survenus dans les premiers mois de traitements, motivant une surveillance de la formule sanguine accrues à l'introduction du traitement.

### Réutilisation progressive
La recherche concernant la clozapine reprend dans les années 1980, principalement aux États-Unis. Cette recherche débouche sur deux études comparatives en double aveugle avec la chlorpromazine, la première datant de décembre 1987, démontrant une survenue bien plus faible de syndromes extrapyramidaux, mais surtout qu'un suivi de l'hémogramme régulier permettait de minimiser le risque d'agranulocytose. La deuxième étude datant de septembre 1988 confirme, chez des patients schizophrènes n'ayant pas répondu à l'halopéridol, la supériorité de la clozapine (30% de répondant) par rapport à la chlorpromazine (4% de répondant),. Ces dernières démontrent ainsi la supériorité de la clozapine dans le traitement de certaines schizophrénies résistantes, entraînant un grand regain d'intérêt pour cette molécule.
La Food and Drug Administration américaine (FDA) est la première à réaccepter ainsi son utilisation dans le cadre des schizophrénies résistantes en 1990. La France suivra en juin 1991 en accordant une autorisation de mise sur le marché. Son utilisation est cadrée, nécessitant une surveillance rapprochée de la numération de formule sanguine afin de contrôler le risque d'agranulocytose. La prescription est restreinte mais permet de traiter de nombreux patients qui étaient alors affecté par des formes entièrement pharmacorésistantes de la schizophrénie.
Plusieurs études viendront complétés, prouvant la supériorité de la clozapine dans le traitement de la schizophrénie par rapport à l'halopéridol, la fluphénazine et contre placebo. Elle devient ainsi dans les années 1990 le gold standard des antipsychotiques dans le traitement de la schizophrénie, place qu'elle conserve aujourd'hui au XXIe siècle.
La commercialisation de la clozapine et surtout la réalisation du fait que les effets extrapyramidaux sont indépendant de l'efficacité de l'antipsychotique ont permis une avancée majeure dans la recherche sur cette famille pharmacologique. Ce changement de paradigme a ainsi permis le développement de nouvelles molécules comme la rispéridone en 1996, l'amisulpride à la fin des années 1990, l’olanzapine en 1999 ou encore la quétiapine en 2006.